# III. Harald norvég király
Harald Sigurdsson vagy Keménykezű Harald (ónorvégül: Haraldr Sigurðarson, Haraldr Harðráði ; 1015/1016 – 1066.  szeptember 25.), III. Harald néven Norvégia királya 1047-től haláláig. 1030-ban, 15 éves korában féltestvérét segítette annak harcában a norvég koronáért. Vereségük után előbb Kijevbe menekült, majd 1033-1042 között zsoldosként szolgált a bizánci császár varég testőrségében. 1045-ben visszatért Norvégiába és rákényszerítette Jó Magnus királyt, hogy társuralkodóként együtt kormányozzák az országot, Magnus azonban egy évvel később meghalt. 1064-ig sikertelenül próbálta megszerezni a dán trónt és 1066-ban megpróbálta meghódítani Angliát, de a Stamford Bridge-i csatában életét vesztette. A történészek szerint Harald volt az utolsó nagy viking király és inváziójának kudarca a viking korszak lezárásának tekinthető.

## Ifjúsága
Harald 1015-ben (vagy 1016-ban) született a norvégiai Ringerikében. Szülei Sigurd Syr és Åsta Gudbrandsdatter voltak, apja a helybeli klánfőnök volt, egyike Opplanda leggazdagabb és legerősebb urainak. Anyja révén féltestvére volt Olaf Haraldsson királynak. Snorri Sturluson a Heimskringla sagában azt állítja, hogy akárcsak Olaf király, Sigurd is Széphajú Harald fiúági dédunokája volt, de a mai történészek szerint ennek valóságtartalma megkérdőjelezhető, inkább csak a saga írásának idejében uralkodó elvárásokat tükrözik. Harald idejében nem említik ezt a leszármazást, pedig komoly legitimációt jelentett volna számára amikor bejelentette igényét Norvégia trónjára.
Egy 1028-as lázadást követően Harald bátyja, Olaf száműzetésbe kényszerült és csak 1030 elején tért vissza Norvégiába. Visszatértének hírére Harald 600 embert gyűjtött össze és velük fogadta bátyját a határon. Olaf a norvég trónt próbálta megszerezni Nagy Knut dán királytól, de a július 29-én lezajlott stiklestadi csatában, amelyben Harald is ott küzdött testvére oldalán, vereséget szenvedett. A Knuthoz lojális norvégok az ütközetben megölték Olafot, Harald pedig súlyos sebeket kapott.

## Keleti száműzetése
A vesztes csata után Harald Rögnvald Brusason (a későbbiekben Orkney hercege) segítségével egy kelet-norvégiai tanyán heverte ki sérüléseit. Ezután a hegyeken átkelve Svédországba távozott, majd 1031-ben (miután valamennyi időt feltehetően Sztaraja Ladogában töltött) a kijevi nagyfejedelem udvarában bukkant fel. Bölcs Jaroszláv szívesen fogadta a norvég herceget, akivel felesége, Ingegerd révén távoli rokonságban is állt. Korábban Harald balsorsú testvére, Olaf is megfordult száműzetése idején Kijevben. Harald több hadjáratban is részt vett Jaroszláv oldalán, 1031-ben a lengyelek, majd később a 30-as években az észtországi csúdok, a bizánciak és a besenyők ellen.

## Bizánci szolgálatban

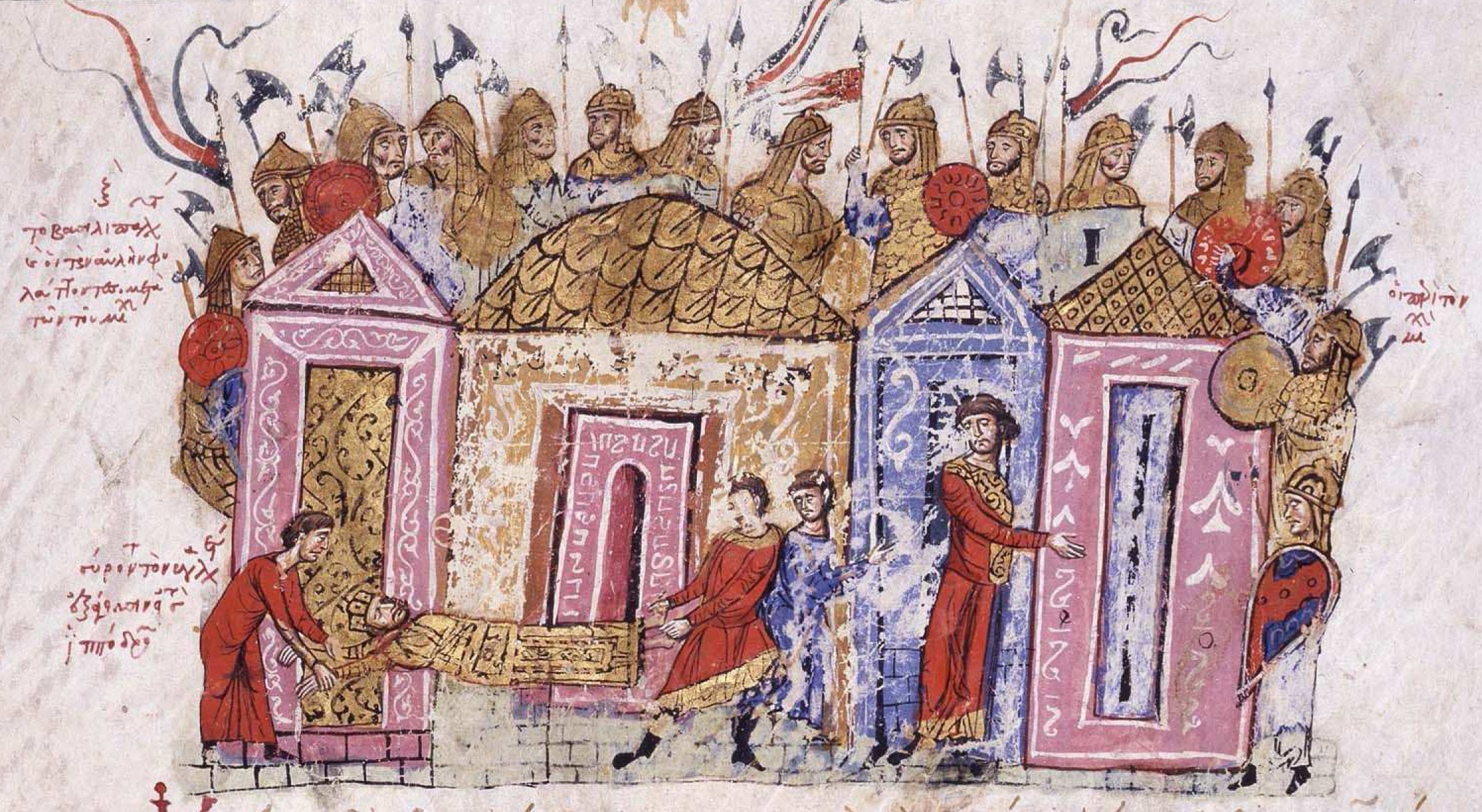
A varég testőrség korabeli ábrázolása

Miután néhány évet a Kijevi Ruszban töltött, 1033 vagy 1034 környékén Harald mintegy 500 másik északival Konstantinápolyba utazott és csatlakozott a bizánci császár varég testőrségéhez. A gárda nem csak a császár biztonságára ügyelt, Harald hamarosan a birodalom szinte minden határán részt vett a csatákban. Először a földközi-tengeri arab kalózok ellen küzdött, majd a kalózokat támogató kisázsiai városokat büntette meg. Snorri Sturluson állítása szerint ezután már ő volt "a vezér valamennyi varég fölött". 1035-re a bizánciak kiszorították az arabokat Kisázsiából és Harald őket követve egészen az Eufráteszig eljutott és nyolc arab erődítmény elfoglalásában vett részt. IV. Mihály császár uralkodásának első négy évében Harald feltehetően a besenyők ellen is küzdött.
A sagák szerint ezután Jeruzsálem környékén katonáskodott. Mivel 1036-ban a császár békét kötött a fatimida kalifával, lehetséges, hogy csak zarándokokat kísért el a szent városba.
1038-ban Harald a szaracén Szicíliai Emirátus ellen indított bizánci hadműveletben vett részt, ahol normann zsoldosokkal együtt négy várost foglalt el. 1041-ben lombard-normann felkelés robbant ki a császár fennhatósága alatt levő Dél-Itáliában, Haraldot pedig a varég testőrséggel együtt annak leverésére küldték. Kezdeti sikerek után azonban, a korábbi szövetséges normann zsoldosok az oliventói és a montemaggiorei csatában legyőzték a bizánciakat és a császár visszarendelte őket Konstantinápolyba. Röviddel később, még 1041 végén, már Bulgáriába kísérte el a császárt a Peter Deljan vezette felkelők ellen. A sagák itteni tevékenységéért adták neki a bolgárégető (Bolgara brennir) nevet. Tjodolv Arnorsson szerint bizánci szolgálata alatt 18 nagy csatában vett részt, és a császártól a szpatharokandidatosz rangot kapta.
1041 decemberében IV. Mihály császár meghalt és Harald kiesett az udvar kegyeiből. V. Mihály császár és Zóé császárnő konfliktusba keveredtek és a felfordulásban Haraldot is bebörtönözték. Letartóztatását a források különbözőképpen indokolják. A sagák szerint megkárosította a kincstárat és feleségül akarta venni Zoé egyik unokahúgát (vagy unokáját), Mariát. Malmesburyi Vilmos állítása szerint Haraldot egy nemesasszony megerőszakolása miatt vetették börtönbe, Saxo Grammaticus szerint pedig gyilkosságért. A források abban is eltérnek, hogyan szökött meg a börtönből, de valószínűleg külső segítséget is kapott az új császár ellen már nyíltan lázadóktól. A varég testőrség egy része megmaradt V. Mihály pártján, a többiek viszont a felkelőket támogatták; Harald pedig hamarosan az ő vezérük lett. Végül a felkelés győzött, a császárt kivonszolták rejtekhelyéről, megvakították és egy kolostorba száműzték. A sagák szerint maga Harald vakította meg Mihályt.

## Visszatérése Kijevbe

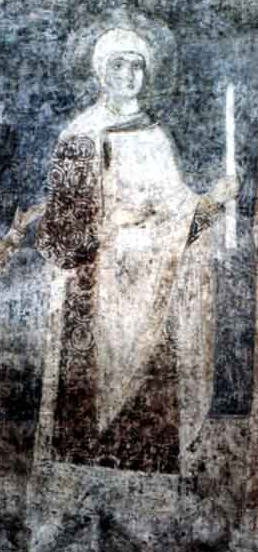
Jelizaveta, Bölcs Jaroszláv lánya

Harald jelentős vagyont halmozott fel bizánci szolgálata alatt, amit a kijevi fejedelemhez küldött megőrzésre. A jelentős hadizsákmányon túl háromszor is részt vett a polutasvarf-ban (palotazsákmányolásban) amink jelentése nem egyértelmű, vagy a császár halála után kifosztották a palotát vagy az új császár osztott szét jelentős összeget a testőrség lojalitásának megőrzésére. Harald esetében ezek az alkalmak III. Rómanosz, IV. Mihály és V. Mihály halálához köthetőek.
1042 júniusában Zoé és IX. Kónsztantinosz visszatért a trónra, Harald pedig a császárnő engedélyét kérte, hogy visszatérhessen hazájába. Zoé nem engedélyezte, ám Harald két hajóval és embereivel megszökött Konstantinápolyból. Az egyik hajója fennakadt a kikötőt védő hatalmas láncon, de a másikkal sikeresen kimanőverezett a Fekete-tengerre. Felhajózott a Dnyeperen és 1042 végén érkezett meg másodszorra is Kijevbe. Ekkor vette feleségül Jelizavetát (a skandináv forrásokban Ellisif), Bölcs Jaroszláv nagyfejedelem lányát és Olof Skötkonung svéd király unokáját. Röviddel érkezése után Jaroszláv támadást intézett Bizánc ellen, és valószínűsíthető, hogy Harald fontos információkat adott át neki a birodalom védelméről, vagy akár ő biztatta támadásra az orosz uralkodót.
Lehetséges, hogy a házasságról már Harald első útja idején megállapodtak, legalábbis Harald egyik, Bizáncban írt szerelmes énekének részlete: „és Oroszország istennője mégsem fogadja el aranygyűrűimet” A Morkinskinna szerint Haraldnak emlékeztetnie kellett Jaroszlávot ígéretére és hogy első ízben Harald még nem volt elég gazdag, hogy a nagyfejedelem lányát vehesse feleségül. Harald politikai súlyát mutatja, hogy Jaroszláv többi gyermeke I. Henrik francia királlyal, I. András magyar királlyal vagy IX. Konstantin lányával kötött házasságot.

## Visszatérés Norvégiába

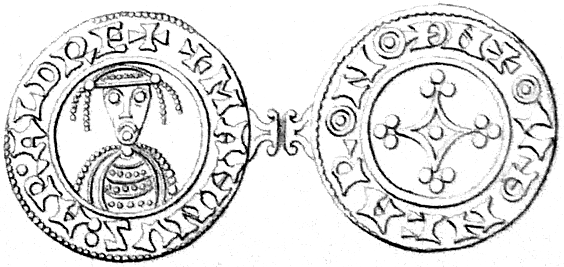
Harald ésMagnus közös uralkodásának idejéből származó pénzérme (felirata: Mahnus Arald Rex)

Harald több mint két évig, 1045 elejéig maradt a Kijevi Ruszban, ekkor visszaindult hazájába, hogy visszaszerezze a királyságot amit féltestvére, Olaf Haraldsson elveszített. Útja Novgorodon át vezetett, majd Sztaraja Ladogában szerzett hajót. Áthajózott a Ladoga-tavon, le a Néván, így jutott előbb a Finn-öbölbe, majd a Balti-tengerre. 1045 végén vagy 1046 elején érkezett a svédországi Sigtunába. Tjodolv Arnorsson szerint hajója ferdén állt a rengeteg arany súlya alatt. Harald távolléte alatt a trónt Olaf törvénytelen gyermeke, Jó Magnus szerezte meg. Erről valószínűleg Haraldnak is tudomása volt, sőt ez lehetett az ok amiért visszatért Norvégiába. Nagy Knut fiait nem Norvégia, hanem inkább Anglia trónja érdekelte és mindketten, Nyúllábú Harald és Hardeknut is fiatalon meghalt. Magnus uralmát így nem fenyegette a Knut-utódok felől veszély, sőt Hardeknut halála után őt választották meg Dánia királyának is és sikeresen elűzte ottani vetélytársát, Svend Estridssont.
Harald Svédországban találkozott Svenddel, csakúgy mint a svéd uralkodóval, Anund Jacobbal és szövetséget kötöttek Magnus ellen. Első lépésként a dán partokat kezdték el fosztogatni, hogy megmutassák nekik: Magnus nem tudja megvédeni őket és jobban járnak, ha Svendet vagy Haraldot fogadják el uralkodójuknak. A nép azonban nem fordult Magnus ellen, aki sejtette, hogy Harald Norvégiában fog próbálkozni, ezért seregével együtt ide tért vissza. A fiatal királyt tanácsadói meggyőzték, hogy ne háborúzzék nagybátyjával és 1046-ban kompromisszumot kötöttek: közösen fognak uralkodni Norvégiában (ám Dániában nem), cserébe Harald vagyonának felét Magnusnak adta, aki ekkor komoly pénzügyi nehézségekkel küszködött. Rövid közös uralkodásuk alatt Harald és Magnus külön udvartartást vitt és egyetlen lejegyzett találkozásuk majdnem vérontássá fajult.
1047-ben mindketten Dániába vonultak és ott, kevesebb mint egy évnyi megosztott uralkodás után, Magnus váratlanul meghalt. Végakaratában Dániát Svendre, Norvégiát pedig Haraldra hagyta. Halálának hírére Harald gyorsan összehívta norvégiai híveit és mindkét ország királyának kiáltotta ki magát, kijelentve, hogy fegyverrel űzi el Dániából korábbi szövetségesét, Svendet. A norvég klánfőnökök azonban nem voltak hajlandóak Harald ambícióiért külföldön harcolni és annak tiltakozása ellenére hazahozták Dániából Magnus testét, hogy Nidarosban (ma Trondheim) eltemessék.

## Dánia inváziója
Haraldnak szándékában állt a Magnus idejében fennálló norvég uralom visszaállítása Dániában és feltehetően Nagy Knut északi birodalmának visszaállítása is terveiben volt. Nagy sereget nem tudott ugyan gyűjteni, de ugyanazt a taktikát követte amit korábban Svenddel együtt próbáltak Magnus ellen, vagyis 1048-tól 1064-ig szinte minden évben fosztogató portyákat vezetett a dán partokra. 1048-ban Jütlandon portyázott, 1049-ben pedig kirabolta Hedebyt, a legfontosabb dán kereskedőközpontot, az akkori Skandinávia egyik legnépesebb és legjobban védett városát. Hedeby soha nem tért magához Harald pusztítása után és miután a szlávok 1066-ban újra kifosztották, teljesen elnéptelenedett. Ugyanebben az évben zajlott le a két király közti közvetlen összecsapások egyike, de SaxoGrammaticus szerint a kisebb dán csapat annyira megijedt a norvégok érkezésekor, hogy vízbe ugráltak és sokan megfulladtak. Harald ugyan sikeres volt az efféle csetepatékban, de végső célja, Dánia elfoglalása mindvégig reménytelen maradt.
A két király közti másik jelentős csata a niså-i tengeri ütközet volt 1062. augusztus 9-én. Harald jelentős erőt, mintegy 300 hajót gyűjtött össze, hogy döntő győzelmet arasson Svend felett. A dán uralkodó is összegyűjtötte erőit és az ellenfelek megállapodtak a csata helyében és idejében. Svend azonban nem jelent meg a megbeszélt időben, így Harald hosszas várakozás után hazaküldte újonc fegyvereseit (bóndaherrin), seregének mintegy felét. Alig tűntek el a horizonton, megérkeztek a dánok, akkora erővel, mint Harald kezdeti csapata. A krónika szerint Harald az ütközet elején inkább az íját használta. A norvégok nagy véráldozattal megfutamították a dánokat, maga Svend is elmenekült. Azonban Harald harcedzett katonáinak száma is annyira lecsökkent, hogy tárgyalni kezdett ellenfelével és 1064-ben békét kötöttek: mindketten megtartották korábbi királyságukat a korábbi határokkal és egyikük sem fizetett sarcot.

## Norvég lázadások
Knut Helle történész szerint Harald végezte el Norvégia területi egyesítésének első fokozatát. Hogy jobban el tudja fogadtatni uralmát, feleségül vette az egyik legerősebb klánból származó Tora Torbergsdattert. A központosított uralom legfőbb ellenfelei Håkon Sigurdsson utódai voltak, aki szinte önállóan kormányozták Norvégia északi részét és Trøndelagot. Maga Håkon 975 és 995 között egy dán király formális vazallusaként az egész országot kormányozta. Bár Håkont megölték, örökösei nagy autonómiával bírtak északon. Harald trónra lépésekor a család feje Einar Thambarskelfir volt, aki Håkon lányát vette feleségül. Az északiak jó kapcsolatokat ápoltak Magnussal, de Haralddal annak autoriter stílusa és központosító törekvései miatt hamar konfliktusba kerültek.
Viszonyuk kezdettől fogva rossz volt, de direkt konfrontációra nem került sor amíg Harald udvara északra, Nidarosba nem költözött. Mikor egyik alkalommal Eidar Harald udvarába látogatott, erőfitogtatásként 8-9 hosszúhajó és 500 harcos kísérte el, de Harald ekkor nem hagyta provokálni magát. A következő alkalommal azonban Harald emberei megölték Einart (a különböző források másként írják le a történteket) és az ország a polgárháború szélére került. Az északiak lázadását csak hosszas tárgyalásokkal sikerült elkerülni de csak Einar fiának 1050 körüli halálával aludt ki véglegesen az itteni tűzfészek.
Håkon Ivarsson a niså-i csata előtt lépett Harald szolgálatába, az ütközetben kitüntette magát és elnyerte a király kegyét. Harald azt is megígérte neki, hogy hercegséget adományoz neki, és amikor nem teljesítette ígéretét, Håkon csalódott benne. Átpártolt Stenkil svéd királyhoz, aki Värmland hercegévé tette, míg Haakon megtartotta korábbi befolyását a formálisan a norvég korona alá tartozó Opplanda tartományban. 1064 elején a svéd vazallus Håkon beszedte az Opplanda adóit ekképpen nyíltan megkérdőjelezve a tartomány hovatartozását. Lehetséges, hogy a lázadás volt az ok, ami miatt Harald sürgősen békét kötött Svend Estridssonnal. A békekötés után elküldte adószedőit Opplandába, de a helybeliek nem akartak fizetni, míg Håkon meg nem érkezik. Harald seregével átkelt Svédországba, szétszórta Håkon csapatait aztán Opplandában leverte a maradék ellenállást és begyűjtötte az adót. Eközben felgyújtotta a falvakat és tanyákat, elkobozta az ellenállók birtokait; sokakat kivégeztetett vagy megcsonkíttatott. 1065 végére egész Norvégiát pacifikálta, ellenfeleit megölette vagy száműzte; a megmaradtak pedig nem mertek fellépni ellene.

## Belpolitikája

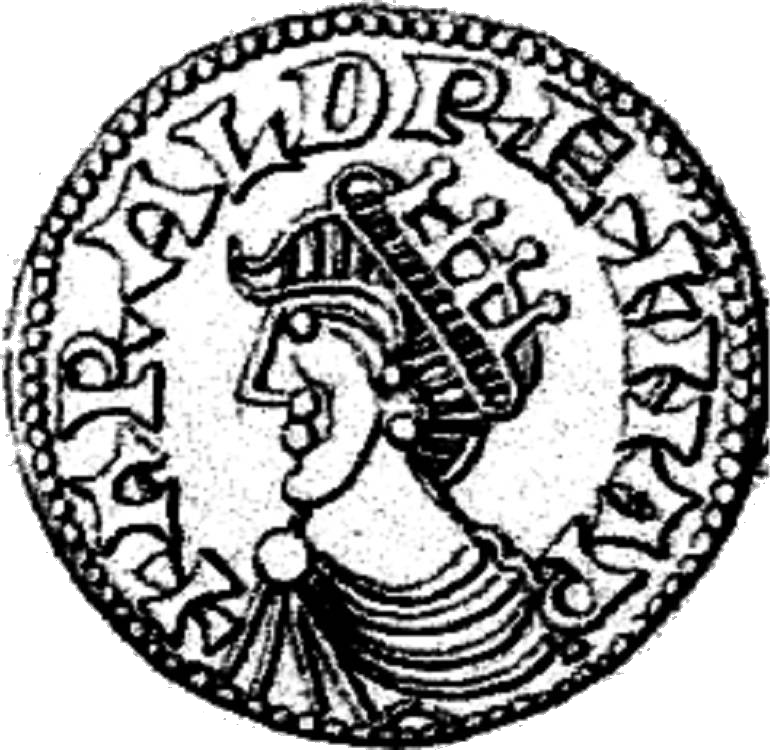
Harald pénze (felirata: Arald Rex Nar (vegiae))

A sagák elsősorban Harald háborúival és Anglia inváziójával foglalkoznak és alig tartalmaznak információt uralkodásának egyházi vagy gazdasági aspektusaival. A mai történészek szerint ez az időszak – annak ellenére, hogy Harald elsősorban katona volt és sokszor nyers erővel oldotta meg problémáit – a kiskirályok hatalmának letörésével a belső béke és gazdasági fejlődés korszaka volt Norvégiában. Harald stabil, külföldön is keresett pénzt vezetett be, kapcsolatai révén kereskedett a Kijevi Russzal és Bizánccal, de a skótokkal és írekkel is. A késői sagák szerint ő alapította Oslót.
Harald elősegítette a kereszténység további térnyerését országában, a régészet tanúsága szerint uralkodása alatt új templomok épültek és a meglevőket kibővítették. Szívesen látta a Kijevi Ruszból és Bizáncból érkező papokat és szerzeteseket (mindez még az egyházszakadás előtt történt). Emiatt, és mert a norvég egyházmegyék nem voltak angliai vagy franciaországi érsekek alá rendelve, az országba érkező pápai legátusok megfeddték Haraldot, aki azt válaszolta, hogy „a királyon kívül ő nem ismer más érseket vagy urat Norvégiában” és udvarából elkergette a katolikus papokat. A bizánci egyházszervezet szemmel láthatóan nagy hatással volt rá.
Brémai Ádám szerint Harald személyesen is részt vett felderítő utakon az Atlanti-óceán északi részén, talán a nem sokkal korábban felfedezett Vinlandot keresve. Nem bizonyított, de lehetséges, hogy partra szállt a Spitzbergákon vagy Novaja Zemlján.

## Az angliai invázió
Miután kénytelen volt feladni Dániával kapcsolatos expanziós terveit, Harald figyelme Anglia felé fordult. Angliát (és Dániát) Nagy Knut fia, Hardeknut örökölte, aki 1042-ben gyermektelenül meghalt. Előtte még 1038-ban egyezséget kötött Jó Magnussal, hogy bármelyikük halála esetén a másik örökli birodalmát. Hardeknut halála után Dánia Magnusra szállt, Angliában viszont Hitvalló Edward koronáztatta meg magát. Magnus felkészült egy Anglia elleni támadásra, de Svend Estridsson lázadása Dániában meghiúsította a szándékát. Jó Magnus meghalt ugyan 1047-ben, ám Harald, akárcsak Dánia esetében, Angliára is fenntartotta igényét. Hitvalló Edward 1066 januárjában meghalt és Anglia trónját tanácsadójának (az ország tényleges kormányzójának) fia, Harald Godwinsson foglalta el, amit a többi trónkövetelő (Normandiai Vilmos, Svend Estridsson és Harald) nem ismert el.
1058-ban Harald elküldte fiát, Magnust egy kisebb flottával, hogy segítse Gruffydd ap Llywelyn harcát az angol király ellen és puhatolja ki az ottani helyzetet. Rá kellett döbennie, hogy erői elégtelenek egy Dánia és Anglia elleni egyidejű háborúhoz. Edward halála után Harald Tostig Godwinsonnal, Harold fivérével szövetkezett, akitől a király egy évvel korábban elvette Northumbria hercegségét. A csalódott szász herceg Vilmosnak és Svendnek is felajánlotta segítségét, de végül Haraldnak esküdött hűséget. Lehetséges, hogy az eskütétel Norvégiában történt, de egyes történészek szerint ez Angliában zajlott, így nem Tostig hívta be a norvégokat, hanem csak csatlakozott erőivel a már partraszállt inváziós sereghez.
Az invázió előkészületei 1066 márciusában vagy áprilisában kezdődtek és augusztusra készen álltak az indulásra. Harald magával vitte Elisivet, a lányait és kisebbik fiát, Olafot és nagyobbik fiára, Magnusra bízta Norvégiát. Harald hajóhada a Sognefjordból indult és Shetland és Orkney érintésével (amelyek akkor norvég vazallusok voltak) kikötött a skóciai Dunfermline-ben ahol a Tostiggal szövetséges III. Malcolm skót király néhány ezer fegyverest bocsátott a rendelkezésére. Harald hadereje 10-15 000 emberből és 240-300 hosszúhajóból állt, amihez Tostig mindössze 12 hajóval csatlakozott. Worcesteri János szerint Tostig a nyár elején hagyta el száműztésének színhelyét, Flandriát és az angol partokat fosztogatta, majd északra hajózott, hogy találkozzon a norvégokkal. Harold Godwinson összegyűjtött erőivel délen maradt hogy elháríthassa Normandiai Vilmos szintén várható partraszállását.

## A Stamford-Bridge-i csata

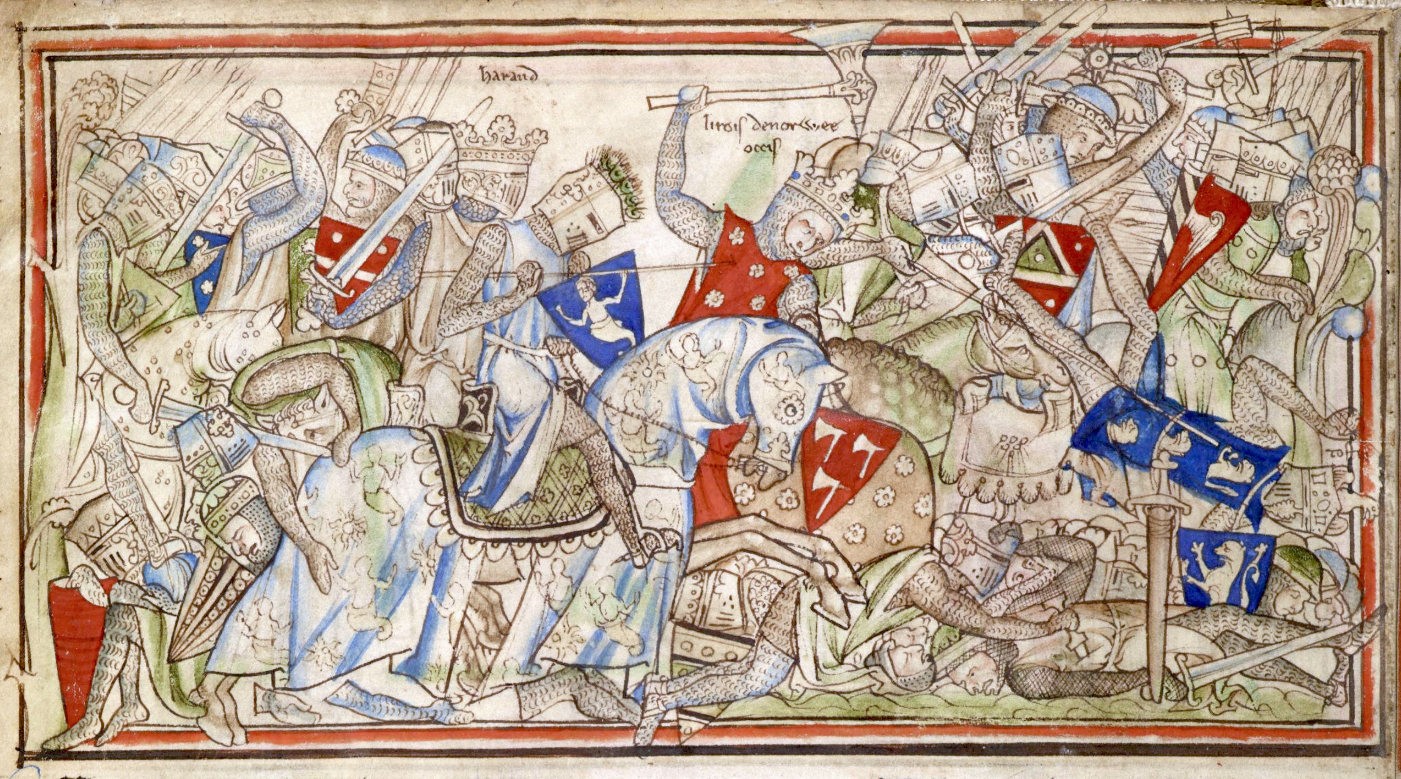
Harald a Stamford Bridge-i csatában (13. századi kép)

Tynemouthból indulva Harald és Tostig valószínűleg a Tees folyónál szállt partra. Az első ellenállásra Scarboroughnál találtak; a város nem volt hajlandó megadni magát. Miután Harald felégette, a többi northumbriai város behódolt neki. Az inváziós flotta túlhaladt a Humber torkolatán és Riccallnál horgonyoztak le. Northumbria és Mercia earljei összegyűjtött erőikkel szembeszálltak a norvégokkal, de a szeptember 20-i fulfordi csatában, Yorktól 3 km-re délre Harald megfutamította őket. Négy nappal később York megadta magát, de ugyanezen a napon a dél felől érkező Harold Godwinson már csak hét mérföldnyire volt a skandináv flotta horgonyzóhelyétől. Másnap Harald és Tostig csapataik egyharmadát a hajóknál hagyva, könnyű páncélzatban Stamford Bridge városába indult, hogy megtárgyalják a yorkiakkal városuk további kormányzását. Odaérkezve rábukkantak a teljes fegyverzetben masírozó angolszász hadseregre, amely létszámban is felülmúlta a norvégokat. Egyes források szerint a hadseregeket elválasztó hídon egyetlen viking addig tartotta fel a rohamozó szászokat, amíg Harald csatarendbe tudta szervezni embereit. Véres csata után Godwinson harcosai súlyos vereséget mértek a norvégokra. Harald még a csata elején meghalt mikor páncél nélkül, kardját két kézre fogva berserkerként rontott az ellenségre és egy nyíl torkon találta. Kevéssel az ütközet vége előtt megérkeztek a riadóztatott flottánál maradt harcosok, és bár először visszanyomták a szászokat, vezérük elesett és a futástól kimerült norvégok elmenekültek. Harald fia, Olaf túlélte a csatát és a maradék csapatokkal (20-25 hajónyi emberrel) visszatért Norvégiába.
Harold Godwinson diadala rövid életűnek bizonyult, néhány héttel később elesett a Normandiai Vilmos ellen vívott hastingsi csatában.
Harald testét egy évvel halála után átszállították Trondheimbe. Száz évvel később maradványait a Helgeseter kolostorba szállították át, amelyet a 17. században lebontottak.
2006-ban felmerült, hogy Harald csontjait exhumálják a kolostor helyén átvezető út alól és áthelyezik a nidarosi katedrálisba, de a felvetést a trondheimi önkormányzat elvetette.

## Személye és családja
Snorri Sturluson úgy írja le Haraldot mint aki "nagyobb mint a többi férfi és erősebb is". Szőke haja és szakálla volt, hosszú bajszot viselt és egyik szemöldöke valamivel magasabban volt mint a másik. Keze és lába nagy volt és magassága majdnem elérte az öt ellt (rőföt, kb 220 cm). Nem tudható azonban, hogy Snorri leírása tényeken alapul-e.
Harald maga is foglalkozott költészettel, ami nem volt szokatlan a viking harcosok között. Az egyik ének szerint a költészeten kívül jól lovagolt, nyilazott, úszott, síelt, evezett, játszott a hárfán és jó sört főzött.
Harald 1044-45 körül vette feleségül a kijevi Elisivet. Snorri Sturluson szerint két lányuk született:
- Ingegerd (kb. 1050 – 1120) feleségül ment I. Olaf dán királyhoz, majd annak halála után Fülöp (leendő) svéd királyhoz.
- Maria, ugyanazon a napon halt meg az Orkney-szigeteken, mint Harald Stamford Bridge-nél.

A sagák szerint Harald 1048-ban feleségül vette Tora Torbergsdattert, amivel feltehetően bigámiát követett el az egyház törvényei szerint. Ezeket a törvényeket azonban a 11. századi Skandináviában nem vették túlságosan szigorúan. Házasságukból legalább két fiú született:
- Magnus (kb. 1049 – 1069), Norvégia királya
- Olaf (kb. 1050 – 1093), Norvégia királya

## Fordítás
- Ez a szócikk részben vagy egészben  a   Harald Hardrada című angol Wikipédia-szócikk ezen változatának fordításán alapul.  Az eredeti cikk szerkesztőit annak laptörténete sorolja fel. Ez a jelzés csupán a megfogalmazás eredetét és a szerzői jogokat jelzi, nem szolgál a cikkben szereplő információk forrásmegjelöléseként.